# 威索鎮區 (密歇根州)
威索鎮區（英語：Seesaw Township）是位於美國密歇根州貝林縣的一個行政鎮區。

## 地方資料
威索鎮區的面積為92.20平方千米，當中陸地面積為91.80平方千米，而水域面積為0.40平方千米。根據2020年美國人口普查的數據，當地共有人口1832人，而人口密度為每平方千米19.87人。